# Sítio do Picapau Amarelo (álbum de 2006)
Sítio do Picapau Amarelo é a última trilha sonora da 6ª temporada do seriado de televisão de mesmo nome. O álbum foi lançado em 2006 pela Som Livre em CD, que contém 12 canções dos personagens e 13 músicas instrumentais compostos por Tim Rescala.

## Lançamento
O álbum foi lançado originalmente em CD de 2006 pela Som Livre, depois que estreou da 6ª Temporada.

## Faixas
| N.º | Título                     | Intérprete(s)             | Duração |  |
| 1.  | "Sítio do Picapau Amarelo" | Gilberto Gil              | 0:47    |  |
| 2.  | "Bom Dia"                  | Dhu Moraes & Suely Franco | 0:24    |  |
| 3.  | "Pedrinho"                 | Marcelo Viana             | 1:35    |  |
| 4.  | "Falas da Emília"          | Regina Lucatto            | 2:20    |  |
| 5.  | "Canto de Iara"            | Doriana Mendes            | 2:17    |  |
| 6.  | "Eu vi o Saci"             | Marcos Sacramento         | 3:16    |  |
| 7.  | "Cuidado com a Cuca"       | Nina Pacevski             | 2:41    |  |
| 8.  | "Caipora"                  | Chiara Santoro            | 2:33    |  |
| 9.  | "O Vilão Valdo Serrão"     | Paulo Malagutti           | 1:46    |  |
| 10. | "Pro Sítio de Trem"        | Coro                      | 1:01    |  |
| 11. | "Tio Barnabé"              | Nina Pacevski             | 2:08    |  |
| 12. | "Pra Tia Nastácia Cantar"  | Dhu Moraes                | 3:15    |  |

| Trilha instrumental composto por Tim Rescala |                            |         |  |
| N.º                                          | Título                     | Duração |  |
| 13.                                          | "Amanhecer no Sítio"       | 1:16    |  |
| 14.                                          | "Lá Vai o Trem"            | 0:58    |  |
| 15.                                          | "Tema de Chico e Tirza"    | 1:56    |  |
| 16.                                          | "No Reino de Luterra"      | 2:08    |  |
| 17.                                          | "Alegria no Sítio"         | 2:10    |  |
| 18.                                          | "No Reino de Lumar"        | 2:00    |  |
| 19.                                          | "No Sítio do Picapau"      | 1:27    |  |
| 20.                                          | "Maldades de Valdo Serrão" | 2:16    |  |
| 21.                                          | "Tema de Caipora"          | 2:13    |  |
| 22.                                          | "Perigo Rondando"          | 1:19    |  |
| 23.                                          | "Sítio Caipira"            | 1:48    |  |
| 24.                                          | "Grilo e o Ermitão"        | 1:45    |  |
| 25.                                          | "Minueto"                  | 0:48    |  |